# Horst Wester

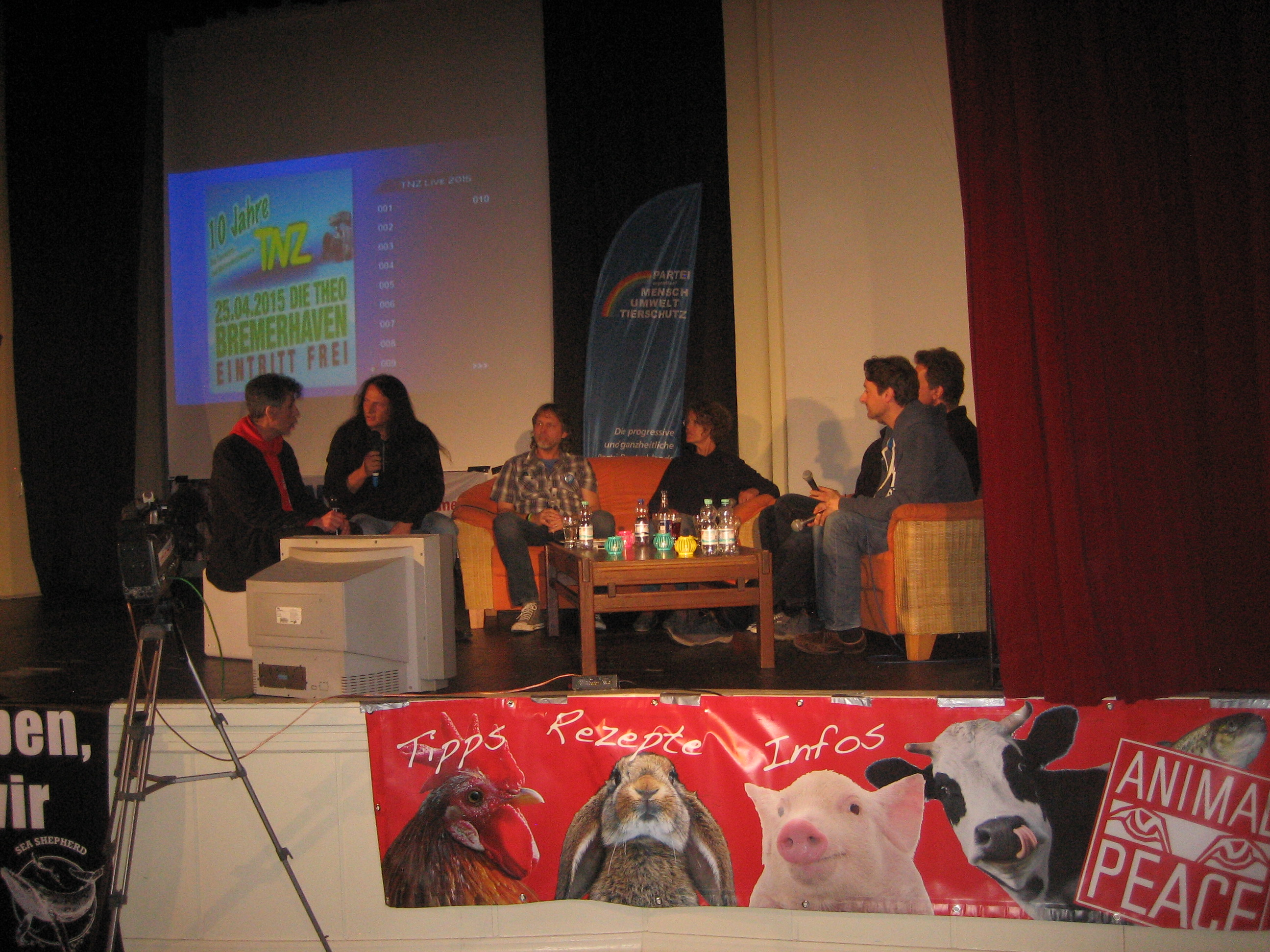
Wester (dritter von links) bei einer Diskussionsrunde im Rahmen einer Jubiläumsveranstaltung in Bremerhaven im April 2015

Horst Peter Wester (* 1964 in München) ist ein deutscher Politiker und ehemaliger Basketballspieler. Vom 12. Januar 2013 bis 8. Oktober 2017 war er einer von mehreren gleichberechtigten Bundesvorsitzenden der Tierschutzpartei.

## Leben
Horst Wester absolvierte 1983 sein Abitur. Danach folgte  sein Zivildienst beim Malteser Hilfsdienst, in den eine Ausbildung als Rettungsdiensthelfer eingeschlossen war. Sein Studium der Medizin brach er nach insgesamt fünf Semestern mangels Interesse ab. Später begann er eine Ausbildung zum Mediengestalter. Seit 1994 ist er in einer Druckerei als Printmediengestalter angestellt. Wester ist verheiratet und hat einen Sohn sowie eine Tochter. Er lebt in Ehingen (Mittelfranken). 2009 wurde Wester Vegetarier. 2011 stellte er seine Ernährung auf vegan um. 

## Sport
Wester spielte auf professioneller Ebene Basketball in der Bundesliga, unter anderem beim FC Bayern München und beim SSV Ulm 1846.

## Politik
2009 trat Wester der Tierschutzpartei bei. Ab März 2010 war er Beisitzer in den Bundesvorstand.  2011 wurde er auf dem Bundesparteitag am 15. Oktober zum zweiten stellvertretenden Bundesvorsitzenden gewählt. Auf dem folgenden Parteitag am  23. Juni 2012 fungierte er als Versammlungsleiter.
Auf dem 31. Bundesparteitag am 12. Januar 2013 wurde er bedingt durch eine Satzungsänderung neben Stefan Bernhard Eck und Barbara Nauheimer zu einem von insgesamt drei gleichberechtigten Bundesvorsitzenden gewählt. Zuvor war Eck seit 2007 alleiniger Parteivorsitzender gewesen. Bei der Bundestagswahl 2013 kandidierte er auf dem vierten Platz der Landesliste seiner Partei. Bei der Europawahl 2014 befand er sich auf dem achten Listenplatz der Bundesliste seiner Partei. Zudem war er Schriftführer des bayerischen Landesverbandes der Partei.
Da Eck und Nauheimer zusammen mit einigen weiteren Vorstandsmitgliedern zum Jahreswechsel 2014/15 von ihren Ämtern zurück- und gleichzeitig aus der Partei austraten, war Wester durch diesen Umstand vorübergehend alleiniger Bundesvorsitzender. Kurz darauf wurde er zudem zusätzlich bayerischer Landesvorsitzender; dieses Amt bekleidete er bis Dezember 2017. Seit dem Sonderparteitag am 21. März 2015 war er neben Bettina Jung und Matthias Ebner wieder einer von drei Bundesvorsitzenden. Auf diesem wurde ihm ein Misstrauensantrag gestellt, der jedoch keinen Erfolg hatte. Seit dem Rücktritt von Bettina Jung Ende 2015 war er vorübergehend einer von zwei Bundesvorsitzenden, bis am 8. Oktober 2016 Sandra Lück in dieses Amt gewählt wurde. Zur Bundestagswahl 2017 war er Spitzenkandidat der bayerischen Landesliste seiner Partei. Am 8. Oktober selben Jahres trat er aus persönlichen Gründen vom Amt des Bundesvorsitzenden zurück. Ab Ende 2017 war er Geschäftsführer des bayerischen Landesverbandes. 2018 wurde er für die Europawahl 2019 auf Platz neun der Bundesliste gewählt.
Bei der Landtags- und der Bezirkswahl am 8. Oktober 2023 ist Horst Wester jeweils Direktkandidat seiner Partei im Stimmkreis 506 (Ansbach-Süd, Weißenburg-Gunzenhausen).

## Weitere Aktivitäten
Mitte 2016 machte sich Wester zu Fuß auf den Weg von seinem Wohnort ins rund 400 Kilometer entfernte Maasdorf, um gegen das dortige Schweinehochhaus zu protestieren.